# Bromeliohyla dendroscarta
Espèce
Synonymes
- Hyla dendroscarta Taylor, 1940

Statut de conservation UICN

 EN  : En danger
Bromeliohyla dendroscarta est une espèce d'amphibien de la famille des Hylidae.

## Répartition
Cette espèce est endémique du Mexique. Elle se rencontre entre 450 et 1 900 m d'altitude sur le versant Atlantique de la Sierra Madre orientale dans le centre de l'État de Veracruz et le Nord de l'État d'Oaxaca,.

## Publication originale
- Taylor, 1940 : Two new anuran amphibians from Mexico. Proceedings of the United States National Museum, vol. 89, p. 43-47 (texte intégral).